# La Pobla de Benifassà
La Pobla de Benifassà település Spanyolországban, Castellón tartományban. La Pobla de Benifassà Castell de Cabres, Rossell, Vallibona és La Sénia községekkel határos. Lakosainak száma 240 fő (2024).

## Népesség
A település népessége az elmúlt években az alábbi módon változott:
| Lakosok száma | 254  | 256  | 252  | 296  | 316  | 226  | 209  | 202  | 213  | 240  |
|               | 2001 | 2004 | 2006 | 2009 | 2011 | 2014 | 2016 | 2019 | 2021 | 2024 |